# Cavale (film, 2018)
Pour les articles homonymes, voir Cavale et En cavale.
Pour plus de détails, voir Fiche technique et Distribution.
Cavale est une comédie policière belge réalisée par Virginie Gourmel et sortie en 2018.

## Synopsis
Kathy s'enfuit de l'établissement psychiatrique afin de retrouver son père. Les deux filles qui partagent sa chambre, Nabila et Carole, l'accompagnent dans sa cavale.

## Fiche technique
- Titre original : Cavale
- Réalisation : Virginie Gourmel
- Scénario : Micha Wald
- Photographie : Juliette Van Dormael
- Montage : Damien Keyeux
- Musique : Dan Klein
- Production : Patrick Quinet
- Pays de production : Belgique
- Langue originale : français
- Format : couleur
- Genre : Comédie policière
- Durée : 95 minutes
- Dates de sortie :
  - Brésil : 21 octobre 2018 (São Paulo International Film Festival)
  - Belgique : 20 février 2019 (Mons International Love Film Festival)
  - Belgique : 24 juin 2019 (Brussels International Film Festival)
  - Belgique : 26 juin 2019

## Distribution
- Lisa Viance : Kathy
- Yamina Zaghouani : Nabila
- Noa Pellizari : Carole
- Alessandro Mancuso : Noah
- Guillaume Lemarre : Infirmier
- Lionel Liégeois : l'ambulancier
- Benoit Moureaux : Dancer
- Pierre Nisse : Michel
- Jean-Louis Sbille : Le vieux conducteur

## Récompenses et distinctions
- (en) Cavale: Awards, sur l'Internet Movie Database